# Lisandro Ruiz Moreno
Lisandro Ruiz Moreno (Paraná, Entre Ríos, 26 de febrero de 1989) es un baloncestista argentino que actualmente se desempeña como base y escolta en Paracao de la Asociación Paranaense de Básquetbol de Argentina.

## Trayectoria
Ruiz Moreno aprendió a jugar al baloncesto en el club Talleres de Paraná, pero fue en Echagüe donde desarrolló su formación como jugador. Allí comenzó a actuar junto al plantel profesional a partir de 2004, época en la que el club se encontraba disputando el Torneo Nacional de Ascenso. 
En 2008 dejó su país para estudiar en el South Kent School de Connecticut y jugar con los Cardinals, el equipo de baloncesto de la institución. Luego de esa experiencia fue reclutado por los Rhode Island Rams, un equipo de la División I de la NCAA que representa a la Universidad de Rhode Island. Debido a que ya había jugado profesionalmente en su país de origen, se le impuso una suspensión de dos años antes de poder hacer su debut en el baloncesto universitario estadounidense. Sin embargo Ruiz Moreno sólo cumplió la mitad de la sanción, renunciando en 2010 a su carrera universitaria para volver a la Argentina.
Jugó con Echagüe en la Liga B, pero una lesión en una de sus rodillas lo alejó de la competición. Tras recuperarse, pasó por algunos clubes de cuarta división como Huracán de San Javier, Sanjustino y Sportivo San Salvador, antes de retornar en 2014 a Echagüe. Cuando en 2016 su club le compró la plaza a Lanús en la Liga Nacional de Básquet, Ruiz Moreno tuvo la oportunidad de debutar en la máxima categoría del baloncesto profesional argentino, aunque sólo disputó 12 partidos antes de volver al TNA como refuerzo de Huracán de Trelew. Al concluir el campeonato viajó a China y disputó el torneo Jump 10.
La temporada 2017-18 la jugó en segunda división con Echagüe, mientras que en las dos siguientes actuó en la tercera división como parte de Santa Paula de Gálvez y Olimpia de Paraná. Durante la suspensión de las actividades deportivas a causa de la pandemia de COVID-19, el baloncestista -al igual que muchos de sus colegas en Argentina- tuvo que buscar una fuente alternativa de ingresos para subsistir.
En 2021 hizo un nuevo regreso a Echagüe, pasando luego de un semestre a Olimpia de Paraná, sólo para retornar a mediados de 2022 a Echagüe. Jugó toda la temporada 2022-23 de La Liga Argentina y, tras un paso por el Spartans SG de la Liga BásquetPro de Ecuador, renovó su vínculo con el club para disputar su décima temporada con su camiseta.
Ruiz Moreno representó a la provincia de Entre Ríos en el Campeonato Argentino de Básquet en 2015 y 2018.

## Vida privada
Lisandro Ruiz Moreno es hermano del baloncestista Leopoldo Ruiz Moreno. 
Es estudiante avanzado de psicología en la Universidad Autónoma de Entre Ríos.